# Crotalaria goodiiformis
Crotalaria goodiiformis är en ärtväxtart som beskrevs av Wilhelm Vatke. Crotalaria goodiiformis ingår i släktet sunnhampor, och familjen ärtväxter. Inga underarter finns listade i Catalogue of Life.